# Emil Frey
Emil Frey (8 de abril de 1889-20 de mayo de 1946) fue un compositor, pianista y profesor suizo.

## Biografía
Nació en Baden, cerca de Zúrich, Suiza , en el año 1889. Estudió con Otto Barblan, Willy Rehberg y Joseph Lauber en el Conservatorio de Ginebra entre 1902 y 1905. A continuación, en el Conservatorio de París con Louis Diémer (piano) y Gabriel Fauré y Charles-Marie Widor (composición). En 1906 ganó el Premier prix de piano.
Se convirtió en pianista de la corte en Bucarest después de 1907. En 1908 con Xaver Scharwenka interpretó el Concierto para piano n.º 4 en fa menor de Scharwenka dedicado a la Reina Isabel de Rumania, en un concierto privado con dos pianos. Al día siguiente se interpretó en público con orquesta; el compositor a la batuta y Frey de solista.
George Enescu le dedicó su Sonata para piano n.º 1 en fa menor, Op. 24/1.
En 1910 Frey entró en la sección de composición del Concurso Anton Rubinstein en San Petersburgo, y ganó con su Trío de piano. Esto dio lugar a una participación como profesor de la «Clase de Virtuosos» en el Conservatorio de Moscú entre 1912 y 1917.
De vuelta en Suiza después de la Revolución rusa, enseñó en la Escuela Superior de las Artes de Zúrich hasta su muerte, dirigiendo el último curso de piano a partir de 1922. Entre sus alumnos cabe citar a Victor Fenigstein, Peter Mieg y Adrian Aeschbacher. Rudolf Am Bach estudió con él en privado. También ofreció conciertos en Berlín, y dio giras por Europa y América del Sur. Se le considera uno de los principales pianistas suizos, su estilo se destaca por su extrema delicadeza de sentimiento combinado con una ejecución brillante. A menudo tocaba dúos de piano con su hermano Walter Frey.
Murió en Zúrich, el 20 de mayo de 1946, a la edad de 57.

## Composiciones
Emilio Frey fue un prolífico compositor, cuyo números de opus llegó a 102. Fue influenciado en cierta medida por Alexander Scriabin, a quien conocía, por Serguéi Prokófiev y por Ferruccio Busoni. Su música incluye:
- 2 sinfonías (la primera tiene coro en su último movimiento)
- Obertura festiva suiza
- conciertos para piano, violín y violonchelo
- obras corales sacras
- música de cámara (quinteto para piano, cuarteto de cuerdas, trío de piano, sonata para violín, sonata para violonchelo)
- música de piano (sonatas, suites, conjuntos de variaciones, y un manual educativo en alemán y francés)
- música para órgano
- canciones[1][2]

También transcribió algunas obras de Johann Sebastian Bach para piano.